# Humedales del este de Calcuta
Los humedales del este de Calcuta (East Kolkata Wetlands) son un complejo de humedales naturales y artificiales que se encuentran al este de la ciudad de Calcuta (Kolkata) en Bengala Occidental en la India. Estos mismos cubren 125 kilómetros cuadrados e incluyen marismas y campos agrícolas, granjas de aguas residuales y estanques de sedimentación. Los humedales también se utilizan para tratar las aguas residuales de Calcuta, y los nutrientes contenidos en las aguas residuales sustentan las granjas de peces y la agricultura. 
Su nombre fue acuñado el 19 de agosto de 2002 por Dhrubajyoti Ghosh, Asesor Especial (Ecosistemas Agrícolas), Comisión de Gestión de Ecosistemas, UICN, que llegó a esta parte de la ciudad mientras trabajaba como ingeniero para el Departamento de Agua y Saneamiento del Gobierno de Bengala Occidental, con la pregunta de a donde se iban las aguas residuales de la ciudad. Estos cuerpos de agua naturales que se conocían simplemente como pesquerías proporcionaron la respuesta. Ideados por pescadores y agricultores locales, estos humedales sirvieron, en efecto, como la planta de tratamiento natural de aguas residuales de la ciudad. Los humedales del este de Calcuta albergan la acuicultura alimentada con aguas residuales más grande del mundo.

## Protección de los humedales del este de Calcuta
En 1991, el Gobierno de Bengala Occidental aceptó una oferta de un indio no residente para construir un World Trade Center y asignó 227 acres de humedales para este propósito. Como resultado, la ONG People United for Better Living in Calcutta (PUBLIC) presentó un litigio de interés público en el Tribunal Superior de Calcuta argumentando la importancia de los humedales y por qué deberían dejarse como estaban. El del juez Umesh Chandra Banerjee sobre este asunto se considera una sentencia histórica. No solo entró en la definición de humedales y una revisión de su estado en países como Australia y los Estados Unidos, sino que también llevó a cabo su propia investigación sobre sus valores funcionales y su papel en "mantener las condiciones microclimáticas, absorber la contaminación, hábitat para la fauna de la flora acuática, proporcionando una cuenca de derrame y la fragilidad del ecosistema". El resultado fue que la propuesta para el World Trade Center fue rechazada en su forma original y se establecieron condiciones estrictas: "No encuentro ninguna razón justiciable para estar en desacuerdo con la opinión expresada por los ambientalistas de que los humedales deben preservarse y no se debe permitir ninguna interferencia o recuperación.
Tras la orden del Tribunal Superior de Calcuta en 1992, a su favor, el Gobierno del Estado no apeló sino que aceptó el fallo. De hecho, el Secretario de Medio Ambiente, Kalyan Biswas, solicitó que los Humedales del Este de Calcuta fueran designados como "humedales de importancia internacional" en virtud de la Convención de Ramsar. Esto se obtuvo en 2002. Finalmente, en 2006, como reflejo de la asociación entre el Estado y la sociedad civil, se aprobó la Ley de Humedales (Gestión y Conservación) de Calcuta Oriental, el primer caso de este tipo de una importante legislación ambiental promulgada por un estado, a diferencia del gobierno central.
A lo largo de los años, estos humedales se han enfrentado a continuas amenazas e invasiones. En muchos casos, el peticionario original, PUBLIC, ha tenido que acudir a los tribunales (Tribunal Superior, Tribunal Supremo, Tribunal Verde Nacional) para argumentar sobre la base de la sentencia de 1992 y la posterior Ley EKW para evitar propuestas de proyectos que en realidad eran intentos encubiertos de acaparamiento de tierras. Si bien las invasiones menores continúan incluso hoy en día, los humedales del este de Calcuta aún sobreviven. Métodos de conservación: 1. Demarcar los límites de los humedales de Calcuta Oriental en el campo. 2. Tomar medidas u ordenar detener, deshacer e impedir cualquier proyecto de desarrollo no autorizado en los humedales de Calcuta Oriental, o el uso no autorizado de ellos o la acción no autorizada en ellos. 3. Hacer una orden que ordene la demolición o alteración de cualquier acaparamiento, marco, poste, quiosco, estructura, letrero de neón o letrero de cielo, erigido o exhibido ilegalmente con el propósito de publicidad en cualquier terreno dentro de los humedales de Calcuta Oriental. 4. Ordenar la prevención, prohibición o restricción de cualquier explotación minera, cantera, voladura u otra operación con el fin de proteger o conservar los humedales del este de Calcuta. 5. Adoptar medidas para asentar la contaminación en los humedales de Calcuta Oriental y conservar la flora, la fauna y la biodiversidad en general. 6. Preparar planes de acción conformes a las resoluciones adoptadas y las recomendaciones formuladas, de vez en cuando, en el marco de la Convención de Ramsar y actualizar los mapas de uso de la tierra de los humedales de Calcuta Oriental. 7. Implementar y monitorear las actividades especificadas en los planes de acción. 8. Promover la investigación y difundir los resultados de dicha investigación entre las partes interesadas; 9. Sensibilizar sobre la utilidad de los humedales en general y de los humedales de Calcuta Oriental en particular. 10. Promover principios básicos de conservación como la piscicultura alimentada con aguas residuales y el ecoturismo en los humedales de Calcuta Oriental. 11. Hacer cumplir el control del uso de la tierra en las zonas sustancialmente orientadas a las masas de agua y otras zonas de los humedales de Calcuta Oriental. 12. Detectar cambios en las características ecológicas y en el uso de la tierra en los humedales de Calcuta Oriental. 13. Establecer una red con otros Sitios Ramsar en la India. 14. Realizar indagaciones o estudios científicos en el ámbito de este proyecto. 15. Constituir un comité de expertos en el ámbito de este proyecto. 16. Entrar en cualquier terreno o local, incluida la recolección de muestras de aire, agua, suelo y otros recursos biológicos, dentro del alcance de este proyecto. 17. Solicitar registros, documentos e información pertinentes de cualquier Departamento, organización u organismo local dentro del alcance de este proyecto. 18. Hacer tal acto, o aprobar la orden, que pueda ser necesaria y conveniente a los efectos de la conservación y ordenación de los humedales de Calcuta Oriental.

## Flora
Hay alrededor de 100 especies de plantas, que se han registrado en y alrededor de los humedales de Calcuta Oriental. Que incluyen Sagittaria montividensis, Cryptocoryne ciliata, Cyperus spp., Crostichum aureum, Ipomoea aquatica, etc. Los Sunderbans solían extenderse hasta Patuli en la década de 1950.
Varios tipos de jacintos de agua crecen a través de estos humedales. Los agricultores locales y los pescadores utilizan el jacinto de agua para crear un amortiguador entre la tierra y el agua para minimizar la erosión.
El área también es el hogar de un gran número de cocoteros y nuez de betel. Muchas variedades de verduras se cultivan aquí, incluyendo coliflor, berenjena, calabaza, girasol y albahaca sagrada. Extensiones de tierra también se dedican al cultivo de arroz.

## Fauna
Numerosas especies de peces se cultivan en los estanques alimentados con aguas residuales llamados Bheris en los humedales del este de Calcuta. Estos incluyen carpa plateada, tilapia, el área también es el hogar de mangosta de pantano y pequeña mangosta india. La civeta de palma y la civeta india pequeña son importantes en y alrededor de los humedales del este de Calcuta. Aproximadamente 20 mamíferos son reportados de esta región. Las serpientes que se encuentran en el humedal del este de Calcuta incluyen la espalda de la quilla a cuadros (Fowlea piscator), la serpiente de agua lisa (Enhydris enhydris), la espalda de la quilla rayada Buff (Amphiesma stolata) y la serpiente arborícola de bronce (Tendrelaphis pristis) Es la localidad tipo de una especie de mamífero, llamada Mangosta de Salt Lake Marsh. Más de 40 especies de aves se pueden ver en los humedales. Sin embargo, el proceso de urbanización está llevando a la desaparición de muchas especies de aves de la zona. (Ghosh, A, K, 2004)

## Tratamiento de aguas residuales
Calcuta es un ejemplo de cómo los humedales naturales a veces se utilizan en los países en desarrollo. Utilizando la capacidad de purificación de los humedales, la ciudad india de Calcuta ha sido pionera en un sistema de eliminación de aguas residuales. Originalmente construido para albergar a un millón (10 lakh) de personas, Calcuta es ahora el hogar de más de 10 millones (más de 1 crore) de personas, con casi un tercio de ellos viviendo en barrios marginales. Pero el sitio Ramsar de los humedales del este de Calcuta, de 8.000 hectáreas, un mosaico de canales bordeadas de árboles, parcelas de hortalizas, arrozales y estanques de peces, y las 20.000 personas que trabajan en ellos, transforman diariamente un tercio de las aguas residuales de la ciudad y la mayor parte de sus desechos domésticos en una rica cosecha de pescado y verduras frescas. Por ejemplo, la Sociedad Cooperativa de Pescadores Mudially es un colectivo de 300 familias que arriendan 70 hectáreas en las que se liberan las aguas residuales de la ciudad. A través de una serie de procesos de tratamiento natural, incluido el uso de Eichhornia crassipes y otras plantas para absorber aceite, grasa y metales pesados, la Cooperativa ha convertido el área en una próspera piscifactoría y parque natural.

## Controversia
Recientemente, los vertederos ilegales están en aumento y los humedales se están asimilando lentamente en la ciudad del arroyo. Este desarrollo del suelo y la urbanización sin precedentes están creando preocupaciones sobre el impacto en el medio ambiente. Los humedales están amenazados debido a la expansión exponencial de los proyectos inmobiliarios en el este de Calcuta, especialmente en los sectores de Salt Lake y Rajarhat. Hoy en día, la invasión de tierras y la alteración de la tierra son el aspecto importante de las amenazas para el Humedal de Calcuta Oriental (EKW). La transformación de humedal a estanque de pesca, es decir, el campo de la acuicultura se convierten en una amenaza potencial para EKW (Ghosh et al. 2018).

## Biodiversidad microbiana
La diversidad microbiana es una parte integral de la biodiversidad que incluye bacterias, arqueas, hongos, algas, protozoos y protistas (Ghosh, A., 2007). El humedal de Calcuta Oriental muestra una inmensa diversidad de flora y fauna tanto a nivel macro como micro. La riqueza microbiana de una región es su activo invisible que necesita ser explorado y conservado. Las muestras de suelo recogidas de ECW muestran la presencia de varias cepas nuevas de microbios que no solo son ecológicamente importantes, sino que también tienen valor comercial (Ghosh, A., 2007). Estos incluyen Actinobacterias que son responsables de la degradación de nitrofenoles, compuestos nitroaromáticos, pesticidas y herbicidas; Proteobacterias relacionadas con la biorremediación de metales pesados, degradación y reciclaje de tejidos leñosos de plantas, suelo contaminado con aceite y compuestos tóxicos y fijación de nitrógeno junto con las cianobacterias; otras bacterias desempeñan un papel importante en la acumulación de metales, la degradación del aceite, la producción de compuestos antimicrobianos, la producción de enzimas, etc. (Ghosh, A., 2007).

## Papel en la mitigación del cambio
Los humedales artificiales basados en la acuicultura alimentadas con aguas residuales, como el Humedal de Calcuta Oriental (EKW), son un ejemplo sólido de posible sumidero de carbono y derivado. EKW puede secuestrar ~ 1.9 Mg C / ha / año, mitigando al menos ~ 118 Gg CO2 atmosférico / año. Además, la absorción de carbono por los cultivos de peces cosechados corresponde a ~ 61 Gg CO2 / año, recompensando USD 3.6 / kg de C azul cosechado.

## Ley de Conservación y Manejo
La Ley de Humedales (Conservación y Gestión) de Calcuta Oriental, de 2006, representa un hito importante, ya que allanó el camino para el establecimiento de la Autoridad de Gestión de Humedales de Calcuta Oriental (EKWMA) para la conservación y gestión de la EKW. La EKWMA está constituida en virtud del artículo 3 de la Ley de 2006. En 2017, se ha modificado el artículo 3, apartado 2, de la Ley de 2006 y se ha modificado la composición de la EKWMA. La EKWMA es un órgano de trece (13) miembros con el Secretario Principal del Gobierno de Bengala Occidental, Secretarios de diferentes Departamentos del Gobierno del Estado, así como cuatro expertos nombrados por el Gobierno del Estado bajo la presidencia del Ministro Encargado del Departamento de Medio Ambiente del Gobierno de Bengala Occidental. La EKWMA se guía por la Ley de Humedales (Conservación y Gestión) de Calcuta Oriental, 2006, las Reglas de Humedales de Calcuta Oriental (Conservación y Gestión), 2006, y las Reglas de Humedales (Conservación y Gestión), 2017.